# National Museum of Marine Biology and Aquarium
Le National Museum of Marine Biology and Aquarium est un aquarium public situé sur la côte ouest de l'île de Taïwan, près de Kenting.
C'est le plus grand aquarium de Taïwan.